# Botryodiplodia fraxini
Botryodiplodia fraxini är en svampart som först beskrevs av Elias Fries, och fick sitt nu gällande namn av Pier Andrea Saccardo 1884. Botryodiplodia fraxini ingår i släktet Botryodiplodia, ordningen Diaporthales, klassen Sordariomycetes, divisionen sporsäcksvampar och riket svampar.   Inga underarter finns listade i Catalogue of Life.